# Таматія рудошия
Таматія рудошия (Malacoptila rufa) — вид дятлоподібних птахів родини лінивкових (Bucconidae).

## Поширення
Його природним середовищем існування є вологі низинні ліси південно-західної Амазонії. Він поширений в Болівії, Бразилії та Перу.

## Опис
Птах завдовжки до 18 см. Це кремезний птах з великою головою, довгим хвостом і товстим дзьобом із загнутим донизу кінчиком. Дзьоб чорний з сірою основою. Верхня частина тіла коричнева з чорнуватими плямами. Маківка і боки голови шиферно-сірого кольору. Підборіддя та горло каштанові. Він має білу смужку у верхній частині грудей, решта грудей світло-коричнева, а живіт білуватий.

## Спосіб життя
Птах полює великих комах, павуків, маленьких жаб і ящірок. Гніздиться в норі завдовжки до 5о см, яку викопує у піщаних ярах. Гніздова камера вкрита сухим листям. Самиця відкладає 2, рідше 3, яскраво-білих яєць. Обидві статі висиджують яйця і годують молодняк.